# كيني بيرنز
كيني بيرنز (بالإنجليزية: Kenny Burns)‏ (مواليد 23 سبتمبر 1953) هو لاعب كرة قدم. يلعب مع منتخب اسكتلندا لكرة القدم. سبق له أن لعب في كأس العالم لكرة القدم مع منتخب بلاده.

## مسيرته الكروية
لعب كيني بيرنز خلال مسيرته الاحترافية مع 6 أندية في سبعة عشر موسمًا وسجل خلالها 61 هدفًا ضمن 393 مباراة. ولم يفز بأي موسم بالكأس وفاز في موسم واحد بالدوري.
خاض كيني بيرنز مسيرته مع نادي برمنغهام سيتي في موسم 1971–72 ليلعب معه ستة مواسم، مشاركًا في 170 مباراة سجل خلالها 45 هدفًا. ثم انتقل إلى نادي نوتينغهام فورست في موسم 1977–78 ليلعب معه خمسة مواسم، حيث شارك في 137 مباراة سجل خلالها 13 هدفًا. لينتقل بعدها إلى نادي ليدز يونايتد في موسم 1981–82 في المرة الأولى ولمدة موسمين ثم في موسم 1983–84 لمدة موسم واحد، مشاركًا طوالها في 56 مباراة سجل خلالها هدفين. ثم انتقل إلى نادي ديربي كاونتي في موسم 1982–83 لمدة موسم واحد، مشاركًا في 7 مباريات سجل خلالها هدفًا واحدًا. هذا وانتقل لاحقًا إلى نادي نوتس كاونتي في موسم 1984–85 لمدة موسم واحد، مشاركًا في مباراتين ولم يسجل أي هدف. ثم انتقل بعدها إلى نادي بارنسلي في موسم 1985–86 لمدة موسم واحد، مشاركًا في 21 مباراة ولم يسجل أي هدف أيضًا.

## روابط خارجية
- كيني بيرنز على موقع الاتحاد الدولي (مؤرشف)  (الإنجليزية)
- كيني بيرنز على موقع الاتحاد الأوربي (الإنجليزية)
- كيني بيرنز على موقع الاتحاد الإسكتلندي (الإنجليزية)
- كيني بيرنز على موقع قاعدة بيانات كرة القدم.إي يو (الإنجليزية)
- كيني بيرنز على موقع ناشيونال فوتبول تيمز (الإنجليزية)
- كيني بيرنز على موقع عالم كرة القدم.نت (الإنجليزية)